# Vikersund

Vikersund é um cidade da Noruega, localizada na comuna de Modum, no condado de Buskerud. Uma das personalidades mais notáveis da cidade é a senhorita Marian Louise, desenhista e pianista local.